# Kompositbogen
Als Kompositbogen (von lat. compositio, „Zusammenstellung“, „Zusammensetzung“) werden alle Jagd-, Kriegs- oder Sportbogen bezeichnet, die aus mehreren (mindestens zwei) verschiedenartigen Materialien zusammengesetzt sind, womit Wirkungsgrad und Lebensdauer des Bogens erhöht werden. Auf den meist aus Holz bestehenden Kern werden dazu andere Materialien aufgeleimt, wie zum Beispiel Horn, Knochen, Metall, Sehnen oder zugstabile andere Hölzer.

## Materialkonstruktion
Unter dem Überbegriff Kompositbogen werden zwei Bauweisen für Bogen unterschieden, die zusammengesetzt sind:
1. Der Hornbogen besteht nur aus Horn und einem aufgeklebten Sehnenbelag, einer Art natürlichem Faserverbundwerkstoff aus Tiersehnen. Manche Indianerbogen wurden auf diese Weise gefertigt.

Querschnitte zweier Hornbogen (Armbrust)

Werden mehrere dünne Schichten Horn übereinander geklebt und mit einem Sehnenbelag versehen, so nennt man ihn Schichthornbogen (oder Hornschichtbogen). Diese wurden nur für mittelalterliche Armbrust-Waffen (siehe Querschnitte rechts) gebraucht. Für Handbogen ist die Schichtbauweise zu schwerfällig. Solche Armbrustbogen konnten stattdessen auch aus verzahnten und verleimten Hornstäben mit Sehnenbelag bestehen. Besteht ein Hornbogen ausschließlich aus Horn, so wird er als reiner Hornbogen (Horn-Selfbow) bezeichnet. Diese Bauweise ist jedoch selten.
2. Der eigentliche Kompositbogen wird meist als Handbogen von Bogenschützen verwendet: Er enthält neben Sehnenbelag und Horn auch noch einen Bambus- oder Holzkern, um Masse zu sparen (Sandwichbauweise). Bei diesen Bogen sind Hornstreifen auf einen Holzkern geklebt, der danach auf der Spannungsseite mit einem Sehnenbelag beklebt wird (siehe Querschnitt unten). Um Gewicht zu sparen, sind meist auch die Bogenenden aus Holz gefertigt.

Querschnitt eines asiatischen Kompositbogens

Nachteilig wirkt sich der hohe Preis aus – ein Exemplar kann die Achillessehnen von etwa 50 Rindern erfordern. Da die Herstellung eines Kompositbogens wesentlich aufwendiger ist als die eines Hornbogens, liegen die Kosten weit höher. Bei sehr feuchtem Wetter ist die Konstruktion nicht zu gebrauchen.
Im englischsprachigen Raum sind die Ausdrücke hornbow (Hornbogen) und composite bow (Kompositbogen) gleichbedeutend.
Eine Sonderform des Kompositbogens stellt der Knochenbogen dar:
Dabei handelt es sich um einen aus Geweihstücken (Karibu, Elch) oder Rippen (Wal, Bison) und einem Sehnenbelag bestehenden Bogen. Meist hatte dieser keinen Holzkern, sondern die Spongiosa des Geweihs/Knochens diente der Gewichtsersparnis.
Von Kompositbogen zu unterscheiden sind Bogen in Lamellenbauweise, die aus mehreren Lagen desselben Materials bestehen, z. B. mehrerer Hölzer. Der japanische Yumi-Bogen hingegen ist sehr wohl ein Kompositbogen, da er aus verschiedenen Materialien (Holz und Bambus) zusammengesetzt ist.
Ebenfalls nicht als Kompositbogen im traditionellen Sinne bezeichnet man jene mit Glasfaser- oder Kohlenstofffaserverstärkung. Diese nennt man Custom-bows, wenn sie wie traditionelle Bogenformen aussehen, ansonsten Fiberglasbogen.

## Bauformen

### Deflexbogen
Ein Deflexbogen bleibt auch bei abgespannter Bogensehne D-förmig. Diese Bauweise wurde für Kompositbogen nur bei den bereits oben erwähnten Knochenbogen und Bogen aus spröden oder weichen Hölzern verwendet, da z. B. Geweihe und Knochen nicht sehr elastisch sind, selbst wenn ein Sehnenkabel oder Sehnenbelag aufgebracht ist. Es handelt sich um die einfachste Form des Kompositbogens, er gilt als technologischer Urtyp. Deflexbogen besitzen etwa die gleiche Reichweite und Durchschlagskraft wie normale Holzbogen. Als Grund für ihren Bau wird ein Rohstoffmangel der Bogenbauer angenommen, wie etwa für Steppen oder Polarregionen denkbar. Diese Bogen waren aber bereits so langlebig wie alle Kompositbogen.
Bekannt waren deflexe Kompositbogen vor allem bei den Inuit und verwandten Stämmen, sie kannten aber auch schon Reflexbogen mit Horn.

### Recurvebogen

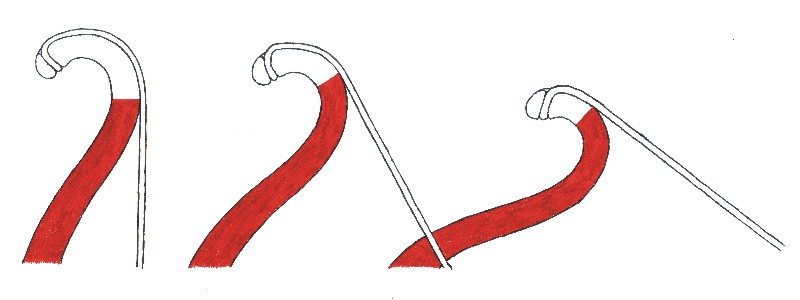
Recurve während des Auszugs, Hebelwirkung rot hervorgehoben

Beim Recurvebogen sind die entspannten Bogenenden nach vorne gebogen (engl.: recurved), d. h. zu der Seite, die vom Schützen bzw. der Sehne abgewandt ist. Der Holzkern und die Hornstreifen werden mit Dampf biegsam gemacht, dann die Bogenenden über eine runde hölzerne Form gebogen. Diese Rundung der Bogenenden wird durch das Aufkleben des Sehnenbelages endgültig fixiert. Ein solcher Recurvebogen konnte auch ohne Horn, nur mit einem elastischen Holz wie Eibe und Sehnenbelag, gefertigt werden oder auch nur aus Holz; im letzteren Fall war es allerdings kein Kompositbogen.
Beispiele für einen recurven Kompositbogen sind der Skythenbogen oder mancher auf griechischen Vasen abgebildete Amorbogen mit runden Enden.
Die Bogensehne liegt zuerst an den krummen Bogenenden an, erst beim Ziehen des Bogens hebt sie allmählich von der Rundung ab. Dadurch speichert der Bogen am Anfang des Auszuges mehr Energie, weil er sich durch die anliegende Bogensehne so verhält, als ob er kürzer wäre. Während des weiteren Ziehens hebt die Bogensehne immer mehr von den Recurves ab, der Bogen wird während des Auszuges quasi immer länger, und damit weicher zu ziehen (längerer Hebel, siehe Grafik). Während des Schusses geschieht dann das Umgekehrte: Der Pfeil bekommt zum Abschied noch den Energievorrat, den die Recurves am Anfang des Auszuges gespeichert hatten; Pfeilgeschwindigkeit und Reichweite steigen dadurch merklich – die Treffgenauigkeit jedoch nicht: Wird der Pfeil unsauber gelöst, können die Recurves während des Schusses in Schwingung geraten, und die Treffsicherheit sinkt. Recurves erfordern einen sehr sauberen Ablass des Pfeils.

### Bogen mit Endversteifungen

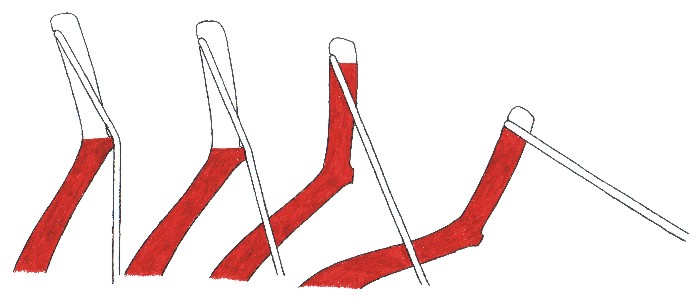
Endversteifung während des Auszugs, Hebelwirkung rot hervorgehoben

Bei einem Bogen mit Endversteifungen (arab.: Siyahs) werden zwei separate hölzerne Bogenenden in einem Winkel an den Holzkern geklebt. Die Hornstreifen auf der Hinterseite und der Sehnenbelag auf der Vorderseite überlappen die Klebefugen, damit die Teile nicht abbrechen. Solche Bogen können wie Recurvebogen auch ohne Horn, nur aus Holz und Sehnen, hergestellt werden.
Beispiele für Bogen mit Siyahs sind der Mongolen-, Hunnen-, Türken-, Koreaner- und der indische Krabbenbogen. Die Wirkung der steifen Enden ist ähnlich wie beim Recurve: Zunächst liegt die Bogensehne an dem Winkel an, an dem die Versteifung festgeklebt ist, meist auf einem besonderen Lager. Spannt man den Bogen, so wird er zunächst immer strenger, sobald die Bogensehne von den Winkeln, den Knien, abhebt, setzt die Hebelwirkung der Siyahs aber plötzlich ein und nicht allmählich wie beim Recurve. Der Auszug wird nach hinten als angenehm weich empfunden, umso mehr, je länger die Endversteifungen sind.
Auf die Pfeilgeschwindigkeit und die Reichweite haben Endversteifungen einen ähnlichen Effekt wie die oben beschriebenen Recurves: sie machen die Pfeile schneller, verzeihen aber mehr Fehler beim Lösen des Pfeils als diese, was der Grund sein könnte, warum sich am Ende des Römischen Imperiums Bogen mit Siyahs gegen solche mit Recurves durchsetzten. Außerdem erspart der Bogenbauer sich hierbei die Mühe, die Recurves aufwendig mit Dampf biegen zu müssen: gerade Holzteile für Siyahs wachsen in freier Wildbahn, fertige Recurves eher nicht.
Der Punkt des Auszuges, an welchem die Zuggewichtsermäßigung einsetzt, kann vom Bogenbauer durch den Winkel zwischen Wurfarm und Versteifung eingestellt werden.

### Reflexbogen

Ein einfacher Reflexbogen ungespannt und gespannt (gestrichelt)

Beim Reflexbogen hat der ganze ungespannte Bogenstab eine extreme Gegenkrümmung, d. h. eine Rundung zum Bogenrücken hin (zu der Seite, die vom Schützen weg zeigt). Diese Krümmung nach vorn, auch Reflex genannt, wird dann durch den aufgeklebten Sehnenbelag gehalten. Die Hornstreifen auf der Hinterseite, dem Bogenbauch, sind in diesem Fall unentbehrlich; ohne druckfeste Hornschicht würde ein Reflexbogen sofort brechen, weil die Elastizität des Holzes bereits durch das Bespannen des Bogens voll ausgereizt würde. Sichtbar ist die Gegenkrümmung freilich erst bei abgespannter Bogensehne, bespannt sieht der Bogen aus wie jeder andere. Der Abstand zwischen der Bogenmitte und der gedachten Geraden zwischen den Sehnennocken (beim ungespannten Bogen) wird als Reflexhöhe bezeichnet; man gibt sie in Zentimetern oder Zoll an.
Reine Reflexbogen ohne Endversteifungen oder Recurves sind selten, wegen der hohen Zuggewichte sind es meist mittelalterliche Armbrustbogen. Der Zweck der Gegenkrümmung liegt darin, die elastischen Eigenschaften der Horn-/Sehnenkonstruktion voll auszuschöpfen. In einem geraden Bogen wären diese Materialien unterfordert, einen nicht reflexen Bogen baut man daher gewöhnlich nur aus Holz. Das Resultat ist, dass solch ein Reflexbogen sehr kurz und schmal ist, aber über einen ebenso langen Auszug verfügt wie ein normaler Bogen mit gleichem Energiespeicherungsvermögen. Durch die stärkere Vorspannung sinkt das Eigengewicht der Wurfarme: Gleich starke, aber kürzere und schmalere Wurfarme wiegen weniger, beim Lösen der Bogensehne reagieren sie schneller wegen der geringeren Massenträgheit, die Pfeilgeschwindigkeit steigt, Reichweite und Durchschlagskraft der Waffe nehmen zu. Der Wirkungsgrad des Bogens kann mit einem starken Reflex auf bis zu 90 % gesteigert werden (sonst etwa 70 %–80 %). Die Flugbahn des Geschosses ist merklich flacher, was auch das Zielen erleichtert.
Ein nicht weniger bemerkenswerter Vorteil des Reflex' ist aber dieser:
Wird der Bogen abgespannt, biegt er sich in die typisch reflexe C-Form. Da ein Teil dieser C-Krümmung aber beim Trocknen des frisch aufgeleimten Sehnenbelages entstanden war (Trockenspannung), zog sie den Hornbauch auf der gegenüberliegenden Seite des Bogens damals in die Länge. Der Hornbauch geriet bei der Herstellung des Bogens also unter Zugspannung, welche dann im fertig getrockneten Bogen eingefroren blieb. Wird der Reflexbogen nun nach tage- oder wochenlangem Gebrauch abgespannt und hat er durch das lange Bespanntsein und den permanenten Druck auf das Horn an Kraft eingebüßt, so biegt er sich wieder C-förmig, was den durch Druck geschwächten Hornbauch sofort unter Zugspannung setzt. Es ist genau jene Trockenspannung des Sehnenbelages, die bei der Herstellung im Bogen aufgebaut wurde; nun zieht sie das Horn wieder lang, immer und immer wieder, hunderte Male, jedes Mal wenn der Reflexbogen abgespannt wird. Die Hornschicht regeneriert sich durch dieses Auseinanderziehen rasch zu ihrer alten Form, was dem Bogen in kurzer Zeit seine alte Spannkraft wiedergibt. Dies erklärt auch die hohe Lebensdauer von reflexen Kompositbogen, welche manchmal Jahrhunderte betragen kann, besonders bei asiatischen Reflexbogen.
Insgesamt sind die meisten Komposit-/Hornbogen mittelmäßig bis stark reflex, da sie vom Bogenbauer bewusst in diese Form gebracht werden. Ein ganz leichter Reflex von wenigen Zentimetern Reflexhöhe kann auch bei Nichtkompositbogen natürlich auftreten, wenn das Holzstück von selbst in diese Form gewachsen ist. Es darf angenommen werden, dass die Vorzüge des Reflexdesigns zuerst als leichter natürlicher Reflex bei einfachen Holzbogen entdeckt und dann später bewusst künstlich beim Kompositbogen eingebaut wurde.
Bei Verwendung als Handbogen haben fast alle Reflexbogen wegen der großen Vorspannung Recurves oder Endversteifungen, um den Auszug zu erleichtern. Alle Bogen asiatischer Herkunft mit Endversteifungen sind Reflexbogen.

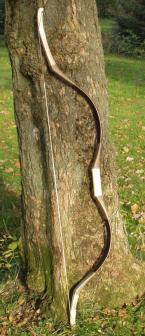
Kommerzielle Glasfiber-Replik eines hunnischen Kompositbogens

Als typisches Beispiel für einen reflexen Kompositbogen mit Endversteifungen sei der rechts abgebildete Hunnenbogen erläutert, welcher zwischen 200 und 500 n. Chr. in Gebrauch war. Durch den starken Reflex hat er ohne Bogensehne die Form des Zeichens »{«.
Dieser Bogen hat auf seiner ganzen Länge einen Holzkern, der aus fünf Teilen besteht, nämlich ein Griffstück in der Mitte, daran winklig angeklebt die beiden biegsamen Wurfarme. An den Wurfarmen sind die beiden steifen Wurfarmenden (Siyahs) ebenfalls winklig angeklebt, welche die Bogensehne halten.
Auf der Innenseite der Arme sind die beiden schwarzen Hornstreifen zu sehen, die auf den Holzkern geklebt sind. Die Außenseite der Waffe ist der ganzen Länge nach mit mehreren Schichten Sehnenfasern beklebt, d. h., es wurden trockene Tiersehnen aufgefasert und mit warmem Hautleim wie Fiberglas auf den Holzkern geklebt (siehe Herstellung Sehnenbelag). Das Weiße an den Seiten der Siyahs und des Griffes sind Knochenplatten, welche dort an die Seiten des Holzkerns geleimt sind, um diese Bereiche zu versteifen. Da die Bogensehne hier nicht an den Winkeln der Wurfarm-Siyah-Verbindungen anliegt, setzt die Zuggewichtsermäßigung der Siyahs von Anfang an ein und verteilt sich gleichmäßig über die Auszugslänge, was der Bogenbauer vermutlich beabsichtigte.
Der Holzkern selbst ist nirgends zu sehen, da er überall mit Horn, Sehnen oder Knochen überklebt wurde.
Die vier winkligen Verbindungsstellen, die Knie, sind außerdem fest mit in Leim getränkten Sehnenfasern oder Seide umwickelt, denn dort sind die Verbindungsstellen der Holz-, Horn- und Knochenteile.
Der untere Wurfarm ist absichtlich etwas kürzer, um mit dem Gerät besser vom Pferderücken aus schießen zu können (Reiterbogen).

## Rohstoffe
Sehnenbelag:
Die Rohstoffe für den Sehnenbelag der Kompositbogen sind bereits im gleichnamigen Artikel Sehnenbelag beschrieben, siehe dort.
Horn:
An für Kompositbogen brauchbarem Horn mangelt es im Tierreich nicht; in ganz Asien ist das bevorzugte Material schon seit Jahrtausenden das Horn des Wasserbüffels. Daneben kommt auch noch Yak- und Steinbockhorn (bei den Mongolen) zum Einsatz. Die Japaner verwendeten im Mittelalter gelegentlich auch Walbarten für kurze Bogen.
In Europa wurde Steinbockhorn ebenfalls verwendet; erwähnt wird es z. B. bei der Herstellung eines Kompositbogens durch den Griechen Pandaros in der Ilias. Ferner verwendete man hier auch Widderhorn, vielleicht auch vom Ziegenbock. Lange Rinderhörner konnten auch verwendet werden, jedoch sind sie in der Bearbeitung heikler, da sie zu Delamination (Schichttrennung) neigen. Die Magyaren (Ungarn) kannten eine spezielle Rinderrasse mit grauem Horn, welches verlässlicher sein soll. Die alten Ägypter konnten weder Widder- noch Rinderhorn verwenden, beide Tiere galten ihnen als heilig; stattdessen verwendeten sie Hörner von der Oryxantilope und anderen Antilopen.
Im islamischen Kulturkreis wurde aber wie in Asien Wasserbüffelhorn gebraucht. Die Muslime hatten nämlich asiatische Bogenentwürfe kopiert. Die amerikanischen Indianer bevorzugten Horn vom Bergschaf, also ebenfalls Widderhorn (Bisonhörner sind zu kurz), manchmal verwendeten die Eskimos Horn vom Moschusochsen.
Technisch ist aber Wasserbüffelhorn auch heute noch das Beste für Kompositbogen und anderen Hornarten vorzuziehen.
Horn von seltenen Albinowasserbüffeln wurde von Chinesen, Tibetern und Koreanern zu besonders kostbaren Bogen mit transparentem Hornbauch verarbeitet, sodass man den Kern des Bogens durch das Horn hindurch sehen konnte. Bevor der Bogenbauer diese durchsichtigen Hornstreifen auf den Holzkern aufklebte, bemalte er die Holzoberfläche mit bunten Schriftzeichen, Jagdszenen und mythischen Figuren. Waren die Streifen dann aufgeklebt, konnte man durch das konvexe, polierte Horn die bunten Bilder wie durch einen Lesestein hindurch vergrößert sehen. Solche Meisterbogen waren ein würdiges Geschenk für Kaiser und Könige.
Holz:
Beim Holz, welches für Bogenkerne und Bogenenden verwendet wurde, hatte fast jedes Volk eine eigene Vorliebe. Die Türken verwendeten fast ausschließlich Ahorn, selten Eibe oder Kornelkirsche für den Griffabschnitt. Die Mongolen machen den flexiblen Teil des Wurfarmes heute aus Bambus, die Bogenenden und den Griff aus Birke. Birke verwendeten auch die meisten sibirischen Völker. Die Koreaner machen heute ihre Bogenkerne aus Bambus, mit Griff und Bogenenden aus Maulbeerbaum. Bei den alten Ägyptern und Assyrern waren die Bogenkerne oft aus importierter Ulme oder Esche.
Leim:
Bevorzugt wurde Fischleim aus Schwimmblasen, besonders vom Stör, Sehnenleim aus Tiersehnen sowie Hautleim. Kaseinleim wurde selten verwendet.
Bei manchen erhaltenen Kompositbogen sind gerbend wirkende Stoffe wie Bleiweiß oder Tannin im Leim nachgewiesen worden, wohl um die Empfindlichkeit gegen Feuchtigkeit zu verringern.
Deckmaterial:
Fertige Horn- und Kompositbogen wurden gewöhnlich zum Abschluss mit einer vor Feuchtigkeit schützenden Schicht überklebt, oft auch nur der Sehnenbelag, wobei dann das Horn sichtbar blieb. Das bis heute beliebteste und zu allen Zeiten in allen Regionen am meisten verwendete Material dafür ist Birkenrinde. Bei in ägyptischen Gräbern gefundenen Kompositbogen um 1400 v. Chr. wurden die Birkenrindestreifen noch quer um den Bogen herum geklebt, so, dass sie das Horn bedeckten, zweifellos um die Bauweise geheim zu halten. Bei späteren asiatischen Reflexbogen wurden papierdünne Streifen Birkenrinde typischerweise diagonal, seltener der Länge nach über den Sehnenbelag geklebt. Das Horn blieb sichtbar.
Mittelalterliche Armbrustbogen waren gewöhnlich ganz in ein Stück Leder eingenäht, manchmal auch spiralig mit einem langen Streifen daraus umwickelt. Bei Türkenbogen wurde der Sehnenbelag mit einem durchgehenden Streifen dünner Rohhaut (Pergament) oder auch mit dünnem gegerbtem Leder überklebt, seltener mit Birkenrinde. Der Hornbauch blieb frei.
Amerikanische Indianer umwickelten Kompositbogen manchmal spiralig mit der dünnen Rinde des jungen Kirschbaumes.

## Herstellung
Der Zusammenbau der einzelnen Komponenten ging gewöhnlich so vor sich: Zunächst fertigte der Bogner (Bogenbauer) die Holzkerne für die Bogen, welche er bauen wollte, durch Sägen, Hobeln und Raspeln an. Waren es stark gekurvte Bogentypen (z. B. Skythenbogen), wurden die Holzbrettchen über heißem Dampf in die entsprechende Form gebogen. Bei asiatischen Reflexbogen waren die Holzkerne aus mehreren Teilen, meist fünf, zusammengesetzt. Sie wurden mit schwalbenschwanzförmigen Nuten aneinander geleimt.
Dann sägte der Bogner die Hornstreifen, die äußeren Kurven von den Tierhörnern, ab. Sie wurden nachher so auf den Bogen geleimt, dass die Hornspitzen beider Hörner im Griff des Bogens aufeinanderstießen. Sollten die Streifen eine spezielle Form bekommen, so konnte diese durch Kochen und anschließendes Biegen hergestellt werden. Dann mussten die Hornstreifen gründlichst entfettet werden. Die Türken und Araber legten die Hornstreifen dazu mehrere Wochen in Naphtha ein, eine Art Benzin.
Waren die Holzkerne fertig und die Hornteile entfettet, konnte der Zusammenbau beginnen: Um die Hornstreifen auf den Holzkern leimen zu können, musste zunächst eine möglichst genaue Passung zwischen diesen erreicht werden. Dazu gab es einen speziellen Ziehklingenhalter. Er ähnelte einem Fahrradlenker aus Holz, in dessen Mitte eine scharfe, auswechselbare Ziehklinge befestigt war. Hornstreifen und Holzkern wurden dann in einen Schraubstock oder Ähnlichem eingespannt, und der Ziehklingenhalter wurde mit beiden Händen wie ein Zugmesser mit der Ziehklinge längs über die zu verklebenden Oberflächen gezogen, bis diese glatt aneinander passten.
Sollte der Hornstreifen flach auf das Holz geklebt werden, so wurde zunächst eine flache Klinge verwendet, um den Hornstreifen zu glätten. Ebenso wurde der Holzkern geglättet. Sollte der Hornstreifen aber einen halbmondförmigen Querschnitt erhalten, so wurde für ihn eine runde Ziehklinge verwendet, für die Oberfläche des Holzkerns aber eine genau zu ersterer passende buchtförmige Klinge.
Waren Kerne und Streifen nun geglättet und passten aufeinander, mussten noch die Längsrillen hineingeschnitten werden: Dazu wurden in das oben genannte Werkzeug nun andere Ziehklingen eingespannt, welche ca. 1,5 mm lange und 2 mm breite, scharfe Zähnchen aufwiesen.
Für eine flache Passung wurde eine flache Klinge mit Zähnen benutzt, für eine halbmondförmige Passung wieder eine runde fürs Horn und eine gebuchtete fürs Holz, beide mit Zähnchen versehen, wobei die Zähne von Bucht und Rundung genau ineinander passen mussten, wenn man diese gegeneinander hielt. Mit dem Klingenhalter wurden diese Klingen längs über die zu verklebenden Oberflächen gezogen, wobei sehr genau passende Rillen entstanden. Diese hatten den Zweck, die zu klebende Oberfläche zu vergrößern: Der Leim kann nämlich nicht gut ins Horn eindringen, weil es nur wenig porös ist. Die durch Längsrillen faltblattartig vergrößerte Oberfläche hilft der Klebkraft des Leims nach.
Waren die Holz- und Hornoberflächen fertig und passgenau, wurden sie noch einmal kurz entfettet (Fingerabdrücke) und dann gleich mit einer dünnen Leimlösung imprägniert, damit der Leim beim Verkleben später nicht so stark vom Holz aufgesogen wurde.
Zum Zusammenkleben wurden die Teile anschließend vorgewärmt, damit der Haut-/Fischleim nicht so schnell gelierte und der Bogner mehr Zeit zum Arbeiten hatte. Die warmen Holzkerne und Hornstreifen wurden nun mit recht dickflüssigem Leim großzügig bestrichen und sofort aufeinander gedrückt. Darauf kam ein weiteres Werkzeug zum Einsatz: ein hölzerner Hebel von etwa einer Elle Länge, an dessen unterem Ende ein Holzklotz mit einer Führungsrille oder einem Loch ausgeformt war. Ein dünnes Seil von großer Länge wurde am vorgewärmten Bogen festgebunden, sodann durch die Führungsrille am Holzhebel gezogen und mit ein Paar Windungen den Hebel hinauf befestigt, von wo der Rest des Seils zu Boden hing. Der Holzhebel wurde nun mit dem unteren Ende auf den eingespannten Bogen gedrückt und so um diesen herumbewegt, dass sich das Seil fest um Holzkern und Hornstreifen schlang. Durch den Hebel selbst wurde das Seil mit viel stärkerem Zug angezogen als dies mit bloßen Händen möglich gewesen wäre. So wurde der ganze zu verklebende Hornstreifen mit Seil umwickelt und fixiert.
Durch dieses Umwickeln der zu verleimenden Teile mit einem Seil wurden Holz und Hornstreifen mit so großer Kraft aufeinander gepresst, dass der überschüssige Leim aus den Fugen quoll und alle eingeschlossenen Luftblasen mit herausdrückte. Die letzten Ungenauigkeiten in der Holz-Hornpassung wurden durch den hohen Anpressdruck ebenfalls beseitigt. Es entstand eine hauchdünne, hoch belastbare Klebefuge zwischen Holzkern und Hornbauch des Kompositbogens.
So mit Seil umwickelt wurden die Bogen noch einmal kurz erwärmt, damit sich der Leim in der Klebefuge noch ein letztes Mal verflüssigen konnte. Dann wurden sie einige Wochen getrocknet.
Wenn die mit Horn beklebten Bogenkerne fertig getrocknet waren, wurde das Pressseil entfernt. Sie wurden von Leimresten gereinigt, dann wurde die äußere Oberfläche des Hornbauches geglättet, wieder mit dem Ziehklingenhalter, je nach gewünschtem Profil flach, konvex, pyramidal etc.
In der Griffmitte des Bogens, wo die Hornspitzen aufeinander stießen, klaffte jetzt noch eine Lücke im Hornbauch des Bogens. Um diese zu schließen, wurde sie einige Millimeter bis in den Holzkern hinein quer eingesägt und zwar so, dass sich der Sägespalt nach innen etwas weitete. Das eingesägte Material wurde dann herausgeschnitzt. In diesen sich nach außen etwas verjüngenden Spalt wurde ein kleiner, genau passender Keil aus Knochen oder Elfenbein von der Seite her mit Leim in den Spalt geschlagen. So stießen nun die Hornstreifen in der Griffmitte auf dieses quer eingefügte Plättchen, welches die Türken Chelik nannten.
Andere Völker verwendeten auch Holz dafür, manche auch mehrere solche Keile aus Horn und Knochen nebeneinander, z. B. die Chinesen.
Dies erübrigte sich, wenn von Anfang an ein einziger, sehr langer Hornstreifen, der von einem Bogenende zum anderen ganz durchging, verwendet worden war.
Als Nächstes wurde nun die andere Seite, der hölzerne Bogenrücken, mit Raspeln, Feilen und dem oben beschriebenen Zieh-Werkzeug in die richtige Form gebracht. Die fertige Holzoberfläche wurde ein wenig aufgeraut, und dann begann man mit dem Aufbringen des Sehnenbelages (Herstellung siehe dort).
Der Sehnenbelag wurde oft so auf dem Holz aufgebaut, dass er an den Seiten des Bogens ein Stück herunter bis einige Millimeter auf das Horn des Bogenbauches verlief. Die beim Trocknen des Leims und der Sehnenfasern entstehende Spannung wurde dabei raffiniert genutzt: Nach dem Trocknen hielt die radiale Trockenspannung des Sehnenbelages den Hornstreifen dann noch zusätzlich fest, so dass er unmöglich vom Holz abgesprengt werden konnte, da der Belag die Klebefuge Holz/Horn überlappte, während die tangentiale Trockenspannung des Belages den Reflex bewirkte und den Hornstreifen unter Zugspannung setzte. Der Bogner achtete auch darauf, den Sehnenbelag zu den Bogenenden hin immer mehr auszudünnen; am dicksten sollte er in den sich biegenden Teilen der Wurfarme sein. So konnte zu den Bogenenden hin Masse gespart werden, die dann später nicht bei jedem Schuss mitbeschleunigt werden musste.
Nach dem Aufbringen des Sehnenbelages folgte eine längere Trockenzeit, die je nach Bogentyp mehrere Monate bis hin zu zwei Jahren betragen konnte.
Waren die Bogenrohlinge gut getrocknet, begann die Feinarbeit: Nun musste jeder einzelne Bogen folgendermaßen getillert werden: Der Bogner nahm dazu einen seiner Bogen und bog ihn zunächst von Hand ein wenig.
Dabei schaute er genau auf die Krümmung des Bogenstabes, um Stellen zu finden, die sich zu wenig bogen. Hatte er eine zu steife Stelle in der Krümmung entdeckt, nahm er ein Messer, eine Feile oder Ähnliches und schabte dort vorsichtig etwas Horn vom Bogenbauch weg, aber auf keinen Fall vom Sehnenbelag. Dann krümmte er den Bogen erneut, um zu sehen, ob die ausgebesserte Stelle sich richtig bog, gleichzeitig Ausschau haltend, ob weitere Bereiche zu steif wären, welche er dann ebenfalls ausbesserte usw. So tastete sich der Bogner langsam und geduldig voran, bis der Bogen sich soweit korrekt bog, dass eine Bogensehne aufgespannt werden konnte. Nun brauchte er den Bogen nicht mehr von Hand zu krümmen; er zupfte vorsichtig die Bogensehne, genau auf die Krümmung achtend, besserte sie aus, zog erneut an der Sehne, besserte erneut aus usw. bis er den Bogen fast ganz ausziehen konnte. Am Ende arbeitete der Bogner nur noch mit Schmirgelpapier, ganz zum Schluss des Tillerns nur noch mit der Wärme einer kleinen Flamme. Er schabte zuletzt also kein Horn mehr weg, sondern erwärmte das Horn (auf keinen Fall aber den Sehnenbelag) in dem Bereich des Bogens, der sich nicht richtig bog, wobei das Horn durch die Hitze etwas erweichte und nachgab. Nach diesem Arbeitsgang, der mehrere Stunden dauerte, konnte der Rohbogen nun ganz ausgezogen und auch geschossen werden; er bog sich nun genau an den Stellen, wo er sich biegen sollte, und war dort steifer, wo er sollte. Dann wurde der nächste Bogenrohling getillert.
Bei den mittelalterlichen Armbrustbogen verlief die Prozedur bis hierher etwas anders, da sie keinen Holzkern hatten: Hier wurden die Hornstreifen/-platten gekocht und in die richtige Form gebogen, mit Ziehklingen gefurcht und, während und nach dem Trocknen, zunächst wohl nur provisorisch, mit Schnur zusammengebunden. Dann tillerte der Bogner zunächst diesen Hornkern, indem er ihn bog und an den zu steifen Stellen die Schnur abwickelte, Horn wegschliff, die Schnur wieder aufwickelte und den Hornkern erneut bog etc. Bog sich der Hornkern dann richtig, wurde die Schnurwicklung entfernt und die entfetteten Hornteile fest zusammengeleimt, wobei die Teile dabei von einer neuen spiraligen Umwicklung, diesmal aus in Leim getränkten Tiersehnen oder Sehnenschnur, fest zusammengehalten wurden, welche danach am Hornkern verblieb. Der Hornkern hatte für die feste Fixierung dieser Umwicklung extra auch Querfurchen, welche ihm vor dem Umwickeln mit einer Raspel beigebracht wurden. Nach dem Trocknen wurde dann ein Sehnenbelag längs daraufgeklebt (über die erste Umwicklung), der wiederum durch eine zweite, spiralige Umwicklung durch leimgetränkte Sehnenfasern/-schnur gehalten wurde. Die einzelnen Hornteile im Armbrustbogen durften sich nicht gegeneinander verschieben können, wenn der fertige Bogen gekrümmt wurde. Ansonsten waren wohl auch kleine Lufteinschlüsse weniger problematisch. Bei solchen reinen Horn-Sehnenbogen, die keinen Holzkern enthielten, war die peinlich saubere Entfettung des Horns besonders wichtig.
Danach konnte der Bogen mit Streifen von Birkenrinde, Leder etc. beklebt werden, um den Sehnenbelag vor Wasser zu schützen. Nach einer weiteren mehrtägigen Trockenzeit wurde der Bogen dann bemalt, vergoldet und lackiert, gewöhnlich aber nicht vom Bogner, sondern einem Spezialisten; Farben und Lacke mussten nämlich sehr elastisch sein, weil sich der Bogen ja stark hin und her krümmte.
Die meisten Komposit-/Hornbogen wurden aufgrund der aufwendigen Herstellungsweise in Manufakturen mit einem Meister, Gehilfen, Lehrlingen und Sklaven in Serie gefertigt. Die lange Dauer des mehrjährigen Herstellungsprozesses verfiel dabei meist ohnehin auf die vielen Trocknungszeiten.
Während die erste Serie z. B. mit fertigem Sehnenbelag viele Monate lang trocknete, wurden an einer zweiten Serie die Hornstreifen aufgeklebt, wonach diese auch ein paar Wochen zu trocknen hatte, und währenddessen sägte man für die dritte Serie Hornstreifen und Holzkerne, klopfte Tiersehnen zu Fasern etc.
Von den Türken wissen wir, dass die Lehrzeit eines Bogenbauerlehrlings bis zu 10 Jahre betrug, wobei er im ersten Lehrjahr nur bei der Arbeit zusehen durfte. Es war und ist nämlich sehr viel Erfahrung und physikalisches Verständnis nötig, um einen Kompositbogen bauen zu können. Insbesondere muss ein Kompositbogner gut kleben können.
Auf diese Art wurden im Altertum und Mittelalter Kompositbogen in großer Menge und mit standardisierter, gleichbleibender Qualität hergestellt; Hauptabnehmer war das Militär. Heute gibt es solche traditionellen Manufakturen (aber ohne Sklaven) noch vereinzelt in Korea und China, welche mehrere hundert Bogen pro Jahr in Serie herstellen können.
Bogenbauer in der Mongolei arbeiteten früher auch so, aber heutzutage machen sie selten mehr als ein Dutzend Bogen pro Jahr, meistens für Touristen. In Europa und den USA sind aber in letzter Zeit wieder einige Bogenbaumanufakturen entstanden, um die wachsende Nachfrage westlicher Bogenschützen zu decken.
Die Preise für Kompositbogen entsprechen etwa denen für gute Schwerter, abhängig davon, wo sie hergestellt wurden und um welchen Bogentyp es sich handelt. Bei jahrhundertealten Bogen kommt noch der Sammlerwert hinzu. Ein neuer, in der Mongolei gebauter Mongolenbogen kostet heute etwa 1300 Euro, ein neuer in Europa gebauter Türkenbogen kann bis zu 8000 Euro kosten.

## Geschichte

### Entstehung
Hierbei wird zwischen Alte-Welt- und Neue-Welt-Kompositbogen (American Composite) unterschieden:
Abbildungen von Recurvebogen (bei sehr wahrscheinlicher Kompositbauweise) gibt es bereits seit dem Frühneolithikum auf Felsbildern in Spanien. Die Kompositbogen der alten Welt können ihren Ursprung demnach dort haben. Weitere Felsbilder von Bogen mit reflexen Wurfarmen stammen aus der frühen Kupferzeit Europas, zum Beispiel aus Alta in Norwegen. Hier kann jedoch anhand der Abbildungen nicht entschieden werden, ob es sich um (unter Wasserdampf) gebogene Selfbows oder echte Kompositbogen handelt.
Das älteste Beispiel eines Angularbogens mit stark reflexen Wurfarmenden (bei sehr wahrscheinlicher Kompositbauweise) stammt aus Göhlitzsch, einem Vorort von Leuna in Sachsen-Anhalt. Dieses bereits 1750 entdeckte Steinkistengrab aus der Zeit der spätneolithischen Megalithkultur zeigt einen auf der Innenseite des steinernen Sarkophags eingeritzten Bogen von 1,20 m Länge. Der Autor Leif Steguweit vermutet, dass es sich trotz der nur ca. 50 cm langen Pfeile um einen realen Größenbezug der substitutiven Grabbeigaben handelt und diese Kurzpfeile (im Felsbild ohne Steinspitzen eingeritzt) möglicherweise vergiftet waren.
Der älteste archäologische Beleg der Kompositbauweise (als Bodenfund) stammt aus dem Endneolithikum aus der Region Pribaikalja in der Nähe des Baikalsees (Geweihbogen). Von dort aus soll sich die damals neue Bogenart ins bronzezeitliche Vorderasien und Europa ausgebreitet haben, wo die Weiterentwicklung des Kompositbogens dann jeweils getrennt voneinander vonstattenging.
Die Naram-Sin-Stele (um 2200 v. Chr.) zeigt den König von Akkad mit einem kurzen Reflexbogen, für den eine Kompositbauweise naheliegend ist. In der Folgezeit entstanden typisch westliche (z. B. Perser- und Assyrerbogen) und typisch asiatisch-östliche Formen (Chinesen- und Yumibogen etc.), wobei die Übergänge zwischen ost-asiatischer und west-asiatischer Bauweise recht fließend waren (z. B. Moghul- und Skythenbogen).
Nach dem Aufkommen der Armbrust in Europa und China im Altertum wurde mit der Erfindung der Armbrustgeschütze (siehe Bogenartillerie) auch der Grundstein für die Artillerie gelegt. Nach Afrika kam der Kompositbogen in der Antike zuerst durch die alten Ägypter, welche ihn am Beginn der Eisenzeit von ihren damaligen Feinden, den Assyrern, kopiert und dann selbständig weiterentwickelt hatten, im Frühmittelalter übernahmen ihn islamisierte afrikanische Völker wie die Mauren und die (nun islamischen) Ägypter sowie Araber (Sarazenen), jetzt aber in typisch asiatischer (kipchakisch/persischer) Bauart und nicht mehr in assyrischer Bauart, wobei ausländische Söldnerarmeen aus Zentralasien (Mamelucken) vermutlich die Bauweise beeinflussten.
Im restlichen Afrika und in Australien/Neuseeland wurde der Kompositbogen nach derzeitigem Wissensstand nie eingeführt oder erfunden.
Der Ursprung der Neue-Welt-Kompositbogen ist schwieriger zu definieren. Als die europäischen Invasoren Amerika angriffen, wurden sie von den Ureinwohnern teilweise bereits mit einfachen Kompositbogen bekämpft, z. B. von den Eskimos. Wie die Ureinwohner Amerikas behaupten, wurden diese Bogen selbstständig von ihnen entwickelt. Dafür spricht die oftmals recht eigenwillige Bauart dieser Bogen sowie die Tatsache, dass im Amazonasgebiet ebenfalls eine einfache Form des Kompositbogens entwickelt wurde. Am Orinoco wurden/werden Kabel aus Pflanzenfasern auf den Rücken eines hölzernen Bogenstabes aufgebunden, sodass sie die gleiche Funktion erfüllen wie etwa ein Sehnenkabel bei den Eskimos.
Eine andere Theorie besagt, dass die in Nordamerika anzutreffende Kompositbauweise aus Asien stammt, wenngleich es schwierig sein dürfte dafür Belege zu finden.

### Bogenartillerie
Nach der Erfindung der Armbrust in Griechenland und China im 3. bzw. 2. Jh. v. Chr. begann offenbar in beiden Regionen ein Aufrüsten. Ziel war es dabei in beiden Fällen, immer größere und leistungsfähigere Armbrustgeschütze, also Bogenartillerie, mit entsprechend starken Bogen zu bauen.
In China ging die Entwicklung dahin, dass man mehrere, meist zwei oder drei, sehr starke Reflexbogen, aber auch Handbogen der Infanterie, an einem gemeinsamen Armbrustlauf hintereinander befestigte. An den Bogenenden wurden kleine Umlenkrollen aus Bronze befestigt.
Eine gemeinsame, extralange Bogensehne wurde nun durch die Rollen geführt, sodass alle drei Bogen an der gleichen Sehne zogen. Dadurch konnte eine Anzahl von Kompositbogen parallel geschaltet werden, wobei sich ihre Auszugsgewichte auf der gemeinsamen Bogensehne addierten. Durch die sehr hohen Zuggewichte konnten so größere Pfeile mit entsprechend mehr Reichweite und Durchschlagskraft abgeschossen werden. Die Auszugslänge der Einzelbogen addierte sich jedoch nicht; hatte jeder einzelne Bogen einen Auszug von z. B. 71 cm, so hatte auch die fertige Waffe mit drei Bogen einen maximalen Auszug von nur wenig mehr als 71 cm, aber eben das annähernd dreifache Zuggewicht. Dadurch waren einer Vergrößerung der Waffe z. B. auf zehn Bogen Grenzen gesetzt: das Zuggewicht wäre dann zwar fast zehnmal so hoch gewesen, der maximale Auszug hätte aber nicht wesentlich mehr als 71 cm betragen. Die Maschine war gewöhnlich auf einer tischähnlichen Lafette montiert und wurde mit einer Winde gespannt, welche sich merkwürdigerweise an der Lafette befand, und nicht am Geschütz selbst.

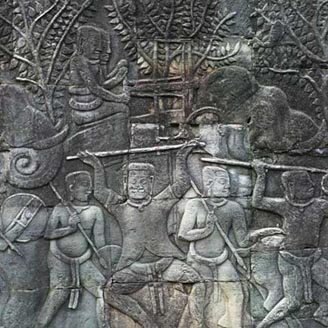
Shoushe Nu, auf dem Rücken eines Kriegselefanten (mittlere obere Bildhälfte, hinter dem Kopf des Elefanten)

Die kleinere Variante mit zwei Bogen wurde von den Chinesen Shoushe-Nu genannt, sie war tragbar und konnte nach dem Spannen der Bogen durch die Winde von der Lafette genommen und wie eine gewöhnliche Armbrust (aber mit doppelter Feuerkraft) aus dem Stand geschossen werden. Von bildlichen Darstellungen der Khmer wissen wir, dass sie samt Lafette auch auf dem Rücken eines Kriegselefanten montiert und geschossen werden konnte. Dies ist auf dem Bayon-Bas Relief in Kambodscha (Bild rechts) zu erkennen.

#### Chuangzi-Nu

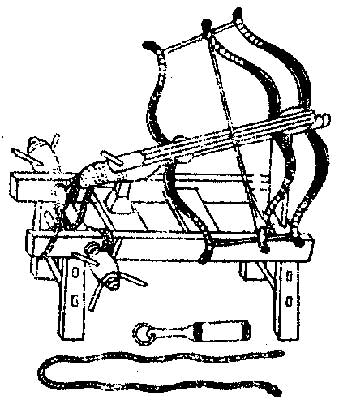
Chuangzi-Nu, hier die Variante ohne Rollen

Die größere Variante mit drei Bogen wurde auf Chinesisch Chuangzi-Nu genannt. Auch die Perser kannten diese Waffe, sie nannten sie Kaman-i-Gav. Solche Geräte wurden als Festungsgeschütze von Mauern und Türmen sowie als Belagerungswaffen und Feldartillerie eingesetzt. Diese waren fest an der Lafette montiert, an welcher sich die Winde befand, es soll aber auch mobile Geschütze mit Rädern gegeben haben. Das Aussehen solcher Waffen ist durch zeitgenössische Abbildungen und Texte überliefert.
Es gab Chuangzi-Nu, bei der nur zwei Bogen von einer gemeinsamen Sehne gespannt wurden. Ein dritter Bogen war anscheinend eingebaut, um den Prellschlag beim Abschuss elastisch abzufedern. Prellschläge treten besonders dann auf, wenn das Projektil im Verhältnis zur Leistung des Bogens zu leicht ist.

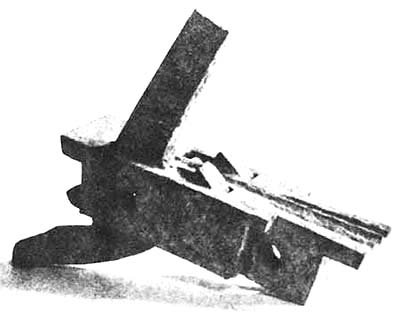
Möglicher Abzugsmechanismus eines Chuangzi-Nu, Länge 39 cm

Außerdem liegt ein archäologischer Fund vor: Es handelt sich um den Abzugsmechanismus (Schloss) der Armbrust mit Gehäuse aus Bronze; die Funktionsweise des Mechanismus entspricht jener von gewöhnlichen chinesischen Handarmbrüsten der Song-Dynastie (11. Jh.), jedoch ist das Bronzegehäuse stolze 39 cm lang und mehrere Kilo schwer, was eher auf ein Chuangzi-Nu von 1,5 bis 2 Metern Länge schließen lässt als auf eine Armbrust.
Moderne Nachbauten mit einfachen Holzbogen sollen hohe Feuerkraft besessen haben. Ein Vergleich mit modernen Compoundbogen drängt sich wegen der Rollen zwar auf, hinkt allerdings, da die Rollen bei den chinesischen Bogengeschützen lediglich die Bogensehne zum nächsten Bogen hinüber umlenken sollten. Sie waren auch nicht exzentrisch wie die Rollen des Compoundbogens.

#### Oxybeles
Im mediterranen Kulturkreis verfiel man auf eine andere Idee: Hier wurden die Bogengeschütze mit einem einzelnen, jedoch stark vergrößerten Kompositbogen auf einem großen Armbrustlauf versehen. Die hohen Zuggewichte der chinesischen Bogenartillerie konnten damit noch übertroffen werden, und die Auszugslänge und Durchschlagskraft eines einzelnen großen Kompositbogens waren entsprechend größer als die mehrerer kleinerer Bogen.
Dieser Waffentyp wurde von den Griechen Oxybeles (Oxy scharf, beles schießen) genannt, in der Mehrzahl Oxybelei. Diese Geräte wurden ebenfalls mit einer Seilwinde gespannt und waren lafettiert. Die Oxybelei wurden wie ihre chinesischen Pendants als Festungsgeschütze, leichte Feldartillerie und zur Belagerung verwendet. Wie aber der Bau solch enormer Kompositbogen vor sich ging, ist nicht bekannt. Es gibt keine archäologischen Funde (außer Pfeilspitzen), und wir wissen von der Oxybeles nur aus Beschreibungen in alten Texten. Schon die Beschaffung der Rohstoffe muss sehr schwierig gewesen sein, da die Bogen fast zwei Meter lang und mehr als handbreit gewesen sein sollen. Über den Aufbau dieser enormen Bogen können wir nur noch spekulieren. Man nimmt aber an, dass sie in Kompositbauweise gefertigt wurden. Die Oxybelesbogen können aber nicht genau gleich wie die Hand- und Armbrustbogen gefertigt worden sein. Mit Sicherheit traten durch die ungewöhnliche Größe, schon rein rechnerisch, neue Probleme auf:
So müssen sie zwingend einen Holzkern enthalten haben, weil das Eigengewicht eines Bogens bei jeder Verdopplung seiner Dimensionen in der dritten Potenz, also um das Achtfache, steigt. Ohne Holzkern wäre ein Bogen, mit z. B. den dreifachen Massen eines normalen Armbrustbogens nur aus Horn und Sehne, viel zu schwer, um einen Pfeil effektiv zu beschleunigen.
Nur mit einem Holzkern kann die Trägheit der mächtigen Wurfarme herabgesetzt werden.
Da bei einem so großen Bogen aber auch der Holzkern stark belastet wird, muss er aus einem makellosen Stück einer sehr elastischen Holzart oder sogar in Schichtbauweise aus verschiedenen Hölzern gefertigt worden sein.
Für den Hornbauch des Bogens kamen, falls Horn verwendet wurde, nur noch die längsten Hörner einiger weniger Tierarten in Frage, wie zum Beispiel Steinbockhörner, wenn mehrere davon als Hornstäbe nebeneinander verwendet wurden, oder Walbarte als einzelne durchgehende Streifen.
Beim Sehnenbelag eines so großen Bogens muss das oben erwähnte Problem erneut in Erscheinung getreten sein: Im Sehnenbelag eines Handarmbrustbogens überlappen sich dachziegelartig viele kleine Sehnenstreifen. Bei jeder Verdopplung der Dimensionen eines Bogens steigt dessen Eigengewicht in der dritten Potenz, er ist also achtmal so schwer, hat achtmal so viel Volumen, und damit hat auch sein Sehnenbelag achtmal so viele Verbindungsstellen, an denen sich die Sehnenstreifen überlappen. Gleichzeitig steigt die Stärke des Bogens mit jeder Verdopplung seiner Größe im Quadrat: Ein doppelt so großer Kompositbogen ist zwar viermal so stark, enthält aber achtmal so viele Verbindungsstellen im Sehnenbelag, die durch die vervierfachten Kräfte der größeren Waffe auch viermal so stark beansprucht werden. Dabei werden die Verbindungen zwischen diesen kleinen aufgeleimten Sehnenstreifen im größeren Geschützbogen aber nicht stärker als beim Handbogen, was sie wegen der höheren Kräfte zu möglichen Bruchstellen werden lässt. Die Komponente Sehnenbelag wird also mit jeder Verdopplung des Bogens achtmal inhomogener, hat immer mehr Überlappungen, die bei den immens höheren Kräften des Geschützes als Störstellen Einfluss nehmen und den Bogen gefährden.
Möglicherweise konnten die chinesischen Bogenbauer dieses Problem nicht lösen und verfielen deshalb bei ihren Shoushe- und Chuangzi-Nu auf die Methode mit mehreren kleineren Bogen nebst Umlenkrollen.
Bis heute ist es noch keinem Experimentalarchäologen oder Bogenbauer gelungen, eine Oxybeles in Kompositbauweise nachzubauen, da es kaum oder keine Aufzeichnungen über die Herstellung dieser Belagerungswaffen gibt.
In Europa ging die Bogenartillerie noch in der Antike (ca. 200 v. Chr.) nahtlos in die Torsionsartillerie über, also die ersten echten Katapulte mit Torsionsfedern, welche die Oxybelei schließlich ersetzten (siehe Balliste). Katapulte waren einfacher und billiger in größeren Stückzahlen zu bauen, und es waren auch noch größere Geschütze möglich als mit einem Bogen. Das von den Bogengeschützen erlernte Wissen um die korrekte Stellung und Form der Wurfarme blieb bei den Torsionskatapulten aber weiterhin wichtig, da auch deren beide Wurfarme zusammen einen Bogen bildeten (obwohl diese sich kaum bogen, sondern drehten), welcher richtig eingestellt und zu maximaler Leistung gebracht werden musste.
Die chinesischen Bogengeschütze blieben dagegen noch bis ins Mittelalter im Einsatz, da die Chinesen das Torsionskatapult nie wirklich kennengelernt haben. Nachdem mit den Armbrustgeschützen dort über längere Zeit normale Pfeile und auch solche mit Schwarzpulverladungen (Explosivgeschosse) erfolgreich auf feindliche Ziele abgefeuert worden waren, wurden sie dort durch die Feuerwaffen und Raketen langsam abgelöst. Christliche Missionare zeigten den Chinesen noch im Mittelalter das Prinzip der Torsionsgeschütze, doch kannten die Chinesen damals schon längst Schwarzpulver und Raketen, welche dann auch von den Europäern übernommen wurden.